# Golfinho-rotador
O golfinho-rotador (Stenella Longirostris), ou golfinho-rotador-de-bico-comprido, é um golfinho oceânico, encontrado em águas pelágicas e costeiras, especialmente em águas tropicais e subtropicais. A espécie possui um bico longo e fino, com a porção distal preta. Seu dorso é mais escuro que seu ventre. Esses animais executam saltos em forma de pirueta, girando várias vezes em torno do eixo do corpo antes de retornar à água, razão do nome popular. Os golfinhos-rotadores atingem em média 1,90 metros de comprimento e pesam de 65 kg à 78 kg podendo viver por até 35 anos. Sua grande agilidade deriva, em parte, de seu formato hidrodinâmico e de uma pele oleosa que reduz drasticamente o atrito com a água. Isso permite que os golfinhos alcancem a velocidade necessária para realizarem seus saltos e piruetas.

## Alimentação
Os golfinhos-rotadores são caçadores noturnos que se alimentam principalmente de pequenos peixes e lulas. Seus predadores conhecidos são: tubarões, orcas, e algumas espécies de baleias.

## A Baía dos Golfinhos-rotadores
A Baía dos Golfinhos é localizada num lugar estratégico: o arquipélago de Fernando de Noronha, sendo um verdadeiro oásis para estes graciosos animais. É um dos poucos lugares visitados pelos golfinhos rotineiramente, pois a maioria deles passa a vida toda longe da costa. Os grupos que vão à baía para descansar, se divertir e se reproduzir quase nunca é formado pelos mesmos indivíduos por mais de dois dias consecutivos. Os golfinhos rotadores nadam até a Baía há centenas ou talvez milhares de anos.

## Taxonomia
O golfinho-rotador é às vezes chamado de golfinho-rotador de focinho comprido, principalmente em textos mais antigos, para distingui-lo do golfinho-clímene, que costuma ser chamado de golfinho-rotador de focinho curto. A espécie foi descrita por John Gray em 1828. As quatro subespécies nomeadas são:
- Golfinho-rotador oriental (S. l. Orientalis), do Pacífico oriental tropical.
- Golfinho-rotador da América Central ou da Costa Rica (S. l. Centroamericana), também encontrado no Pacífico oriental tropical.
- Golfinho rotador cinzento ou havaiano ( S. l. Longirostris), do Oceano Pacífico central ao redor do Havaí, mas representa uma mistura de subtipos amplamente semelhantes encontrados em todo o mundo.
- Golfinho-rotador anão (S. l. Roseiventris ), encontrado pela primeira vez no Golfo da Tailândia.

A espécie, entretanto, exibe uma variedade maior do que essas subespécies podem indicar. Uma forma híbrida caracterizada por sua barriga branca habita o Pacífico oriental. Outros grupos menos distintos habitam outros oceanos.
O nome científico da espécie vem da palavra latina para "bico longo".

## Descrição
Os golfinhos-rotadores são pequenos cetáceos de constituição esguia. Os adultos têm normalmente 129–235 cm de comprimento e atingem uma massa corporal de 23-79 kg. Esta espécie possui um rostro alongado e uma barbatana dorsal triangular ou subtriangular. Os golfinhos-rotadores geralmente têm padrões de cores tripartidos. A área dorsal é cinza escuro, os lados são cinza claro e a parte inferior cinza claro ou branca. Além disso, uma faixa escura vai do olho até a nadadeira, delimitada acima por uma linha fina e clara. No entanto, o golfinho-rotador tem mais variação geográfica em forma e coloração do que outros cetáceos. Nas águas abertas do Pacífico oriental, os golfinhos têm crânios relativamente pequenos com rostros curtos. Uma forma anã de golfinho-rotador ocorre em torno do sudeste da Ásia. Nessas mesmas subespécies, uma capa dorsal escura escurece seus padrões de cores tripartidas. Mais ao largo da costa, as subespécies tendem a ter um cabo mais pálido e de menor alcance. Em certas subespécies, alguns machos podem ter nadadeiras eretas que se inclinam para a frente. Algumas populações de golfinhos-rotadores encontradas no Pacífico oriental têm barbatanas dorsais voltadas para trás bizarras, e os machos podem ter corcundas estranhas e barbatanas caudais voltados para cima.

## Ecologia
O golfinho rotador vive em quase todas as águas tropicais e subtropicais entre 40° N e 40° S. A espécie habita principalmente águas costeiras, ilhas ou bancos. No entanto, no Pacífico tropical oriental, os golfinhos-rotadores vivem longe da costa. Os golfinhos-rotadores podem usar habitats diferentes dependendo da estação.
O golfinho-rotador se alimenta principalmente de pequenos peixes mesopelágicos, lulas e camarões sergestídeos e mergulha de 200 a 300 m para se alimentar deles. Os golfinhos-rotadores do Havaí são alimentadores noturnos e se alimentam em camadas de dispersão profundas, que contêm muitas espécies. O golfinho-rotador anão pode se alimentar principalmente de peixes bentônicos em recifes e águas rasas. Em Oahu, Havaí, os golfinhos-rotadores se alimentam à noite e agrupam suas presas em trechos altamente densos. Eles nadam ao redor da presa em um círculo e um par pode nadar através do círculo para fazer uma captura. Os golfinhos-rotadores, por sua vez, são predados por tubarões. Outros possíveis predadores incluem a orca, a falsa orca, a orga-pigmeia e a baleia-piloto-de-aleta-curta. Eles são suscetíveis a parasitas e são conhecidos por exibirem tanto os externos, como cracas e remoras, quanto os internos, como nematódeos, trematódeos, cestódeos e acantocéfalos .

## Comportamento e história de vida
Em certas regiões, como o Havaí e o norte do Brasil, os golfinhos passam o dia descansando em baías rasas perto de águas profundas. Ao anoitecer, eles viajam para o mar para se alimentar. Eles viajam ao longo da costa durante as viagens de forrageamento, e os indivíduos que ocupam a mesma baía podem mudar diariamente. Alguns golfinhos nem sempre vão para uma baía para descansar; entretanto, no Havaí, os golfinhos parecem retornar ao mesmo local a cada viagem. Os golfinhos-rotadores vivem em uma organização social aberta e livre. Os golfinhos rotadores do Havaí vivem em grupos familiares, mas também têm associações com outras pessoas além de seus grupos. Mães e filhotes formam fortes laços sociais. Os golfinhos rotadores parecem ter um sistema de acasalamento promíscuo, com indivíduos trocando de parceiros por até algumas semanas. Uma dúzia de machos adultos podem se reunir em coalizões. As vocalizações dos golfinhos-rotadores incluem assobios, que podem ser usados para organizar os agrupamenteos, sinais de pulso estourado e cliques de ecolocalização. O golfinho-rotador tem um período de gestação de 10 meses, e as mães amamentam seus filhotes por um a dois anos. As fêmeas amadurecem sexualmente com quatro a sete anos, com intervalos de parto de três anos, enquanto os machos são sexualmente maduros com sete a 10 anos. A reprodução é sazonal, mais em certas regiões do que em outras.

### Comportamento giratório
Os golfinhos-rotadores são conhecidos por suas acrobacias e comportamentos aéreos. Um golfinho-rotador sai da frente da água primeiro e torce seu corpo enquanto sobe no ar. Quando atinge sua altura máxima, o golfinho desce de volta à água, pousando de lado. Um golfinho pode dar de 2 a 5,5 giros em um salto; a velocidade de natação e de rotação do golfinho conforme ele gira debaixo d'água afeta o número de voltas que ele pode fazer enquanto está no ar. Esses giros podem servir a várias funções. Os golfinhos também podem  fazer diversas outras manobras.

## Estado de conservação
Dezenas de milhares de golfinhos-rotadores, principalmente variedades orientais e de barriga branca, foram mortos nos 30 anos após o início da pesca de atum com rede de cerco com retenida na década de 1950. O processo matou provavelmente metade de todos os golfinhos-rotadores do leste. Eles também foram contaminados por poluentes como DDT e PCBs . Os golfinhos rotadores, assim como outras espécies afetadas pela pesca com rede de cerco com retenida, são administrados nacionalmente pelos países costeiros e internacionalmente pela IATTC . A IATTC impôs limites anuais de mortalidade de estoque para cada rede de cerco com retenida e promulgou regulamentos relativos à liberação segura de golfinhos.
As populações do golfinho-rotador do Pacífico tropical oriental e do sudeste asiático estão listadas no Apêndice II da Convenção sobre a Conservação de Espécies Migratórias de Animais Selvagens (CMS ), uma vez que têm um estado de conservação desfavorável ou se beneficiariam significativamente de co-operação organizada por acordos personalizados.
Além disso, o golfinho rotador é coberto pelo Memorando de Entendimento para a Conservação dos Cetáceos e Seus Habitats na Região das Ilhas do Pacífico (MoU dos Cetáceos do Pacífico)  e pelo Memorando de Entendimento Relativo à Conservação do Peixe-boi e Pequenos Cetáceos da África Ocidental e Macaronésia (MoU dos Mamíferos Aquáticos da África Ocidental ).
Os golfinhos rotadores no Havaí recebem várias visitas diárias aos seus locais de descanso próximos à costa, com barcos que levam as pessoas diariamente para mergulhar e interagir com a população local de golfinhos. Essas atividades estão cada vez mais sendo criticadas por causa de possíveis danos aos golfinhos, e esforços estão sendo feitos tanto para educar o público a fim de minimizar o impacto humano sobre os golfinhos, quanto para trazer regulamentações para governar essas atividades.

## Galeria

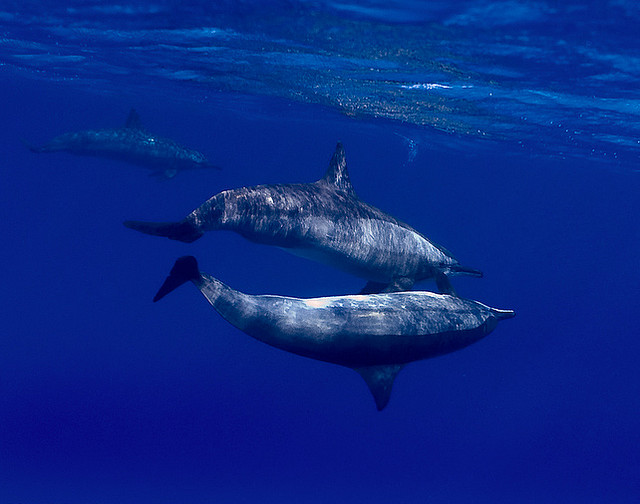
Golfinhos rotadores em Ras Samadai
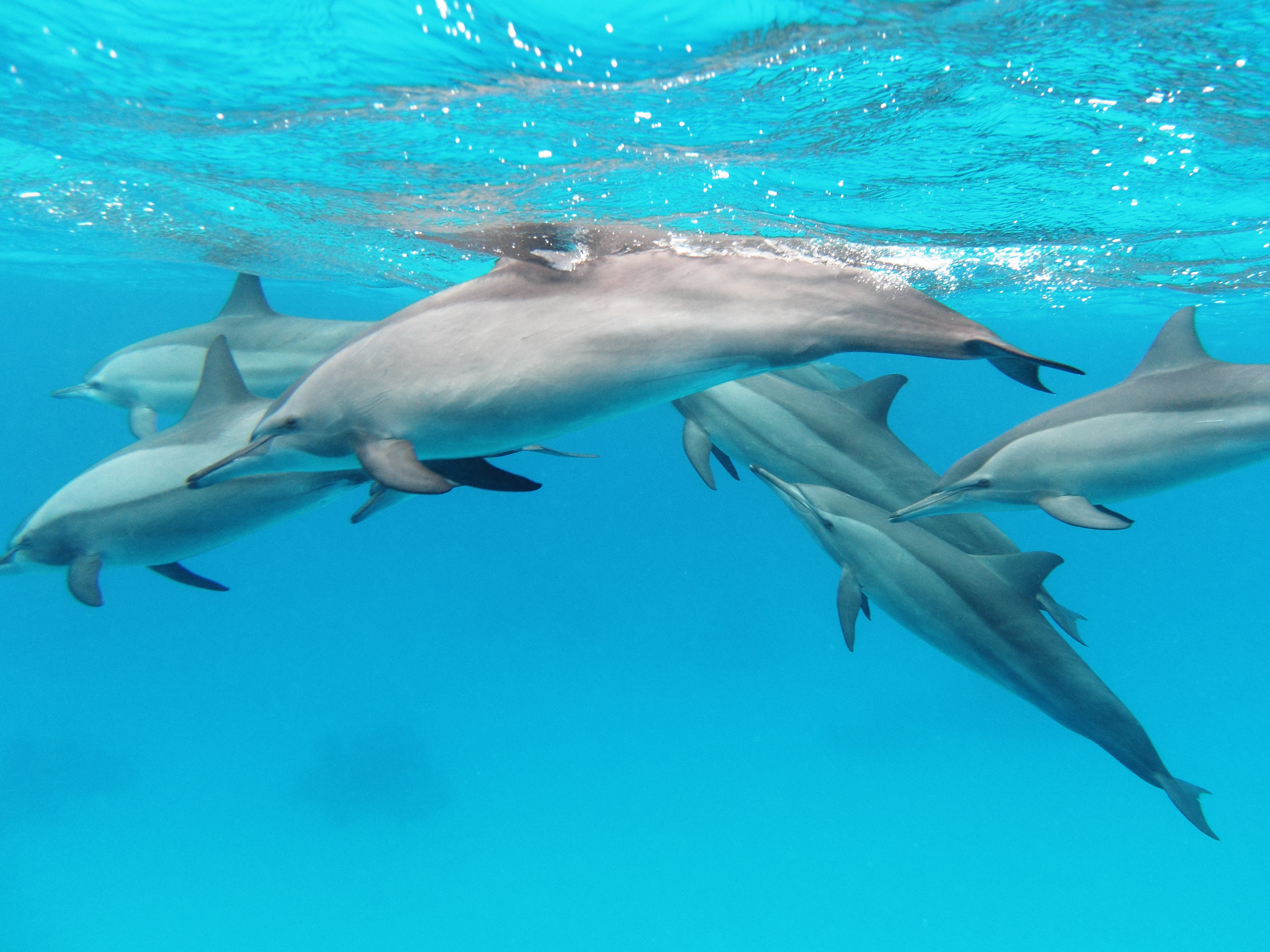
Grupo de golfinhos rotadores no Mar Vermelho
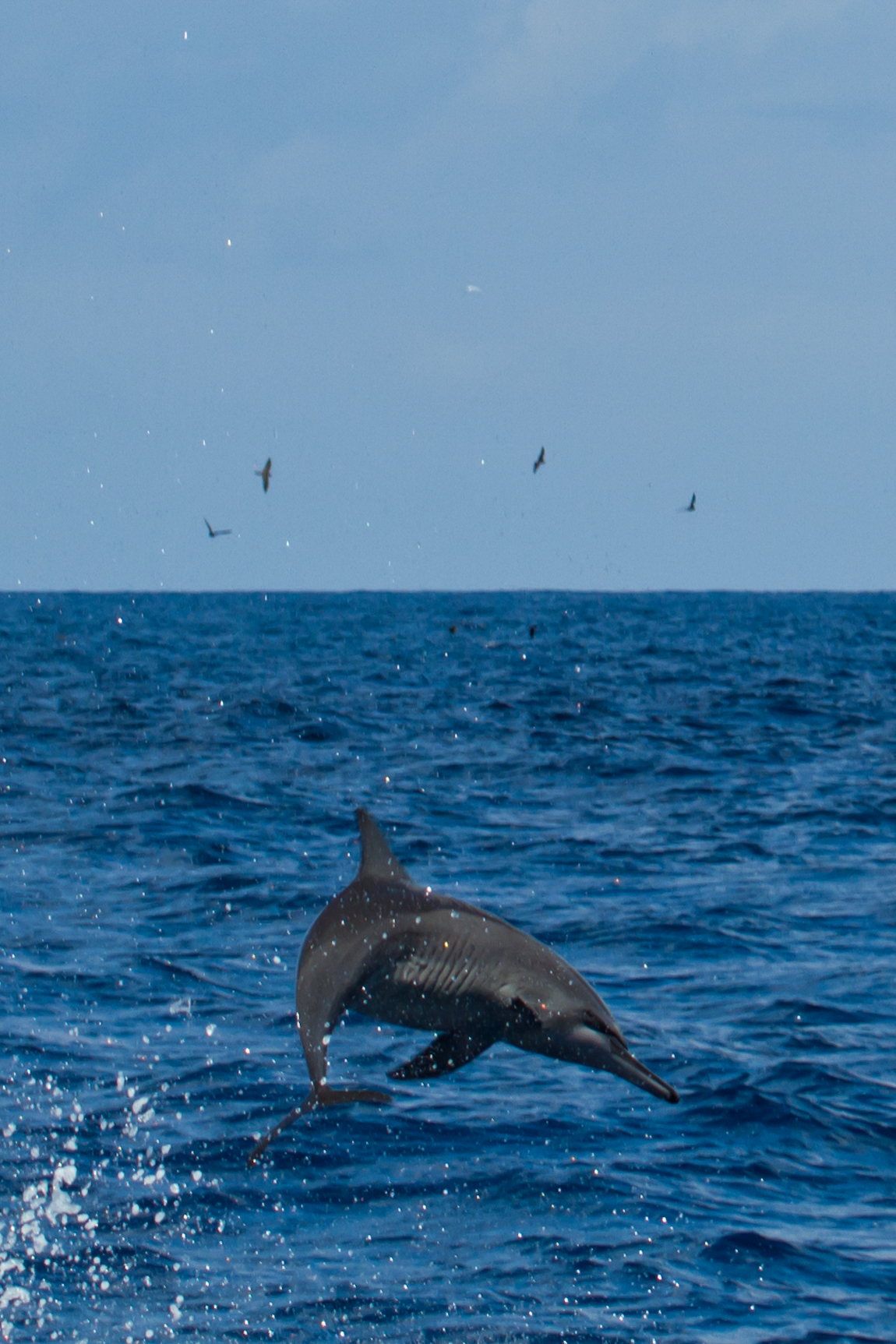
Golfinho rotador no Oceano Índico
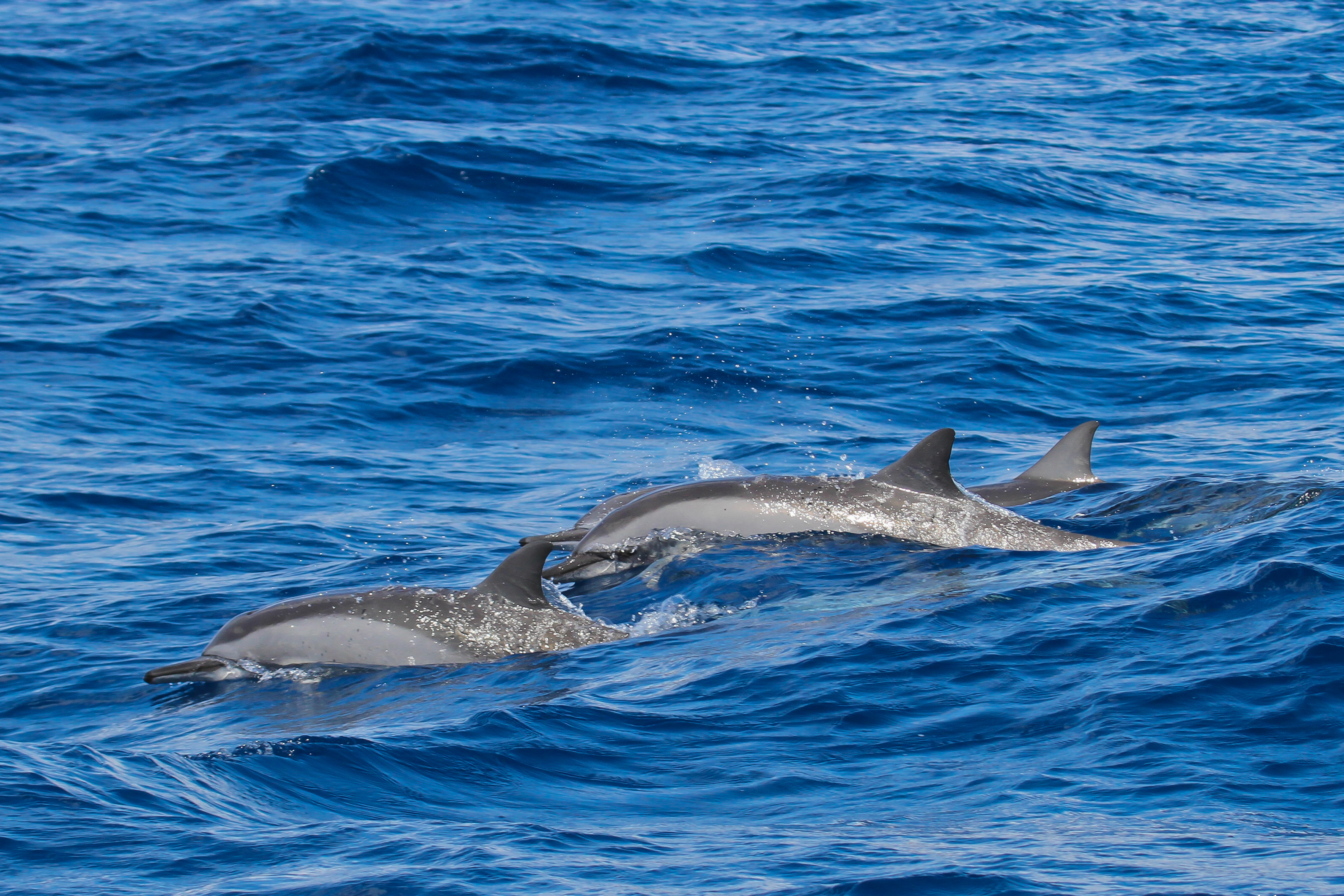
Golfinhos rotadores no Atol Alphonse
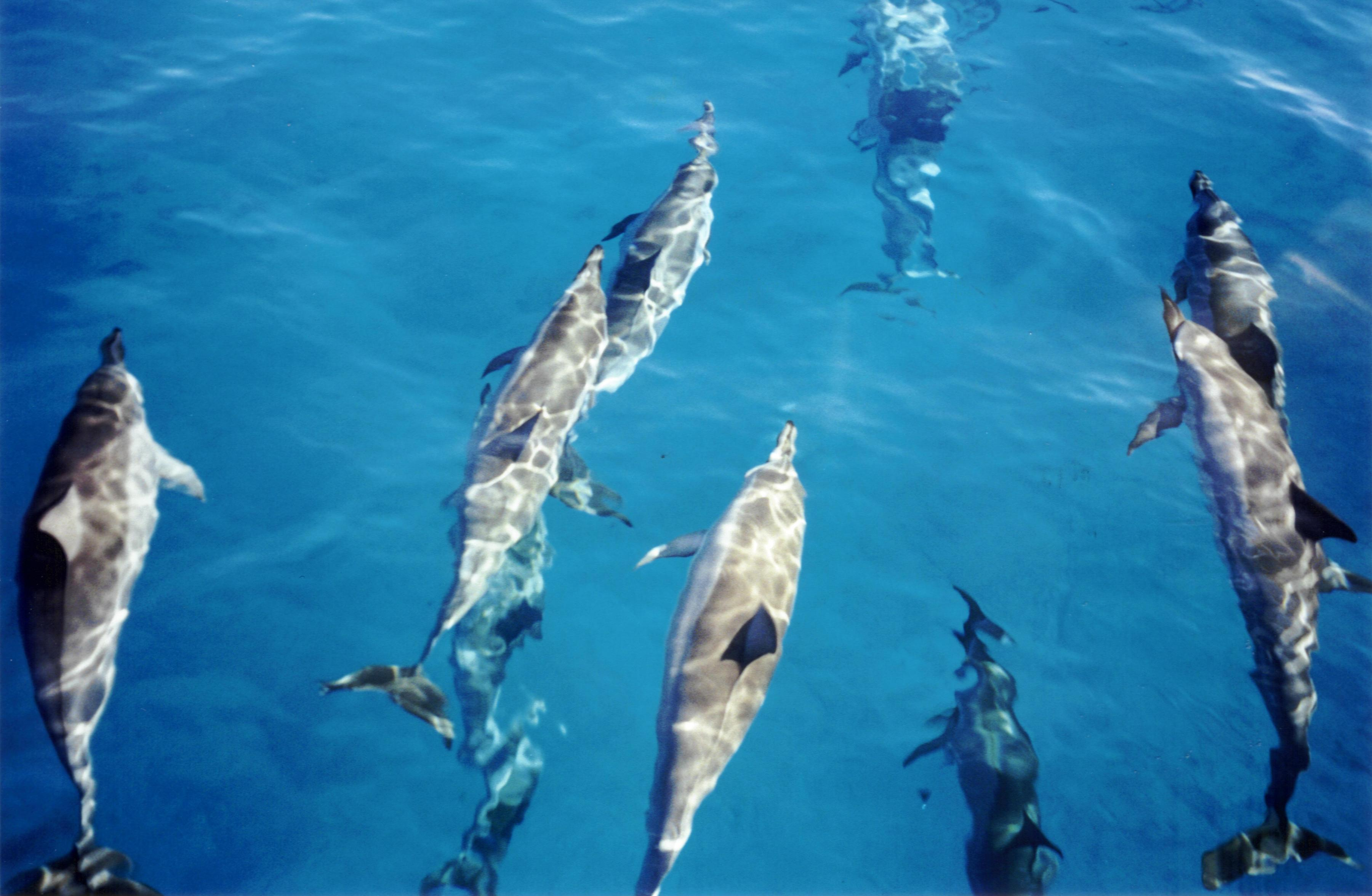
Um grupo de golfinhos rotadores em Kauai, Havaí
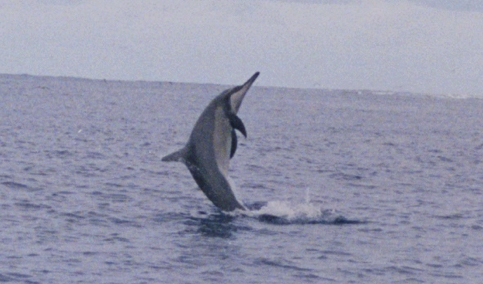
Spinner dolphin at Midway Atoll
- Vídeo de golfinhos rotadores no Atol Midway.